# Marby och Marbystrand
Marby och Marbystrand – miejscowość (tätort) w Szwecji, w regionie administracyjnym (län) Östergötland, w gminie Norrköping.
Według danych Szwedzkiego Urzędu Statystycznego liczba ludności wyniosła: 255 (31 grudnia 2015), 274 (31 grudnia 2018) i 272 (31 grudnia 2019).